# Chã de Branquinho
Chã de Branquinho es una localidad caboverdiana del municipio de Porto Novo.

## Geografía
La localidad está situada en la isla de Santo Antão.

## Organización territorial
La localidad abarca los lugares y barrios de:
- Chã de Alto Mira
- Chã de Branquinho
- Chã Ligeirao
- Clementino
- Covoada de Vassoura